# Johannes von Plieningen
Johannes von Plieningen (* 1454 in Schwaben; † 1506), der in einigen Quellen auch als Johann von Pleningen erwähnt wird, stammte aus der edelfreien Familie der Herren von Plieningen und war Doktor des römischen Rechts, Generalvikar des Bischofs von Worms und Freund des Humanisten Rudolf Agricola, sowie Verfasser dessen Biographie.
Als Sohn von Dietrich dem Älteren (14??–1485) und Margarethe von Venningen († 1471) wurde Johannes von Plieningen im Jahre 1454 vermutlich in der Nähe von Dillingen an der Donau als eines von vier beurkundeten Kindern geboren. Sein Vater war Vogt auf der Burg Aislingen bei Gundremmingen dem vermuteten Geburtsort. Von Graf Eberhard im Barte (1450–1496) wurde sein Vater Dietrich der Ältere am 20. Dezember 1480 mit der Burg Schaubeck und der Hälfte von Gericht und Vogtei über Kleinbottwar belehnt, der Ort und die Burg wurden später Sitz der Familie.
Am 22. Mai 1471 begann Johannes gemeinsam mit seinen Brüdern Dietrich und Eberhard, eventuell auch begleitet vom Halbbruder Eitelhans (* vor 1483, † 1534, Mutter: Agnes von Nippenburg), in Freiburg i. Breisgau zu studieren. Gemeinsam mit Dietrich wechselte er 1473 nach Pavia um römisches Zivilrecht zu studieren. Die Brüder wechselten am 29. November 1476 zur Universität in Ferrara, aus dieser Zeit stammt beider Freundschaft mit dem bedeutenden niederländischen Humanisten Rudolf Agricola und Johann XX. von Dalberg, dem späteren kurpfälzischen Kanzler und Wormser Bischof. Quellen legen nahe, dass er gemeinsam mit Dietrich vor seiner Rückkehr nach Deutschland im Jahre 1479 promovierte, belegt ist allerdings nur die Promotion an sich. Es ist möglich, dass er Jahre später einen weiteren Doktortitel im kirchlichen Recht erwarb, eine urkundliche Erwähnung findet diese weitere Doktorwürde jedoch nicht.
Als Agricola 1485 starb, begann Johannes gemeinsam mit seinem Bruder Dietrich dessen schriftlichen Nachlass zu sammeln, um 1500 verfasste Johannes dann eine Biographie Agricolas.
Um 1490 konzipierte er gemeinsam mit seinen Brüdern Dietrich und Eberhard die St.-Georgs-Kirche in Kleinbottwar, die als Grablege derer von Plieningen dienen sollte.
Johannes wurde 1499 als „Vicarius“ (Generalvikar) des Bischofs von Worms, seines früheren Kommilitonen und Freundes Johann von Dalberg, urkundlich erwähnt, in späteren Jahren diente er dem Kardinal Rodrigo Borgia, dem späteren Papst Alexander VI., und war als Familiar des Kardinals Giuliano della Rovere, des späteren Papstes Julius II. tätig. Anschließend wird er als Domherr in Worms und Propst von Mosbach erwähnt. Er starb 1506.